# 아르피엘
《아르피엘》은 엔진스튜디오에서 개발하고 넥슨 코리아에서 배급했던 롤플레잉 게임이다.

## 역사
- 2015년 3월 2일 ~ 3월 8일 : 학생회 모집
- 2015년 3월 11일 : 학생회 당첨 발표
- 2015년 3월 13일 : 미니테스트 시작
- 2015년 3월 15일 : 미니테스트 종료
- 2015년 6월 25일 : 클로즈 베타 테스트 시작
- 2015년 6월 28일 : 클로즈 베타 테스트 종료
- 2015년 10월 25일 : 2차 클로즈 베타 테스트 시작
- 2015년 11월 1일 : 2차 클로즈 베타 테스트 종료
- 2015년 12월 3일 : 오픈 베타 테스트 시작
- 2018년 12월 6일 : 서비스 종료

## 애니메이션
2015년 11월 26일에, 넥슨 애니메이션 제작보고회에서 11분 분량의 애니메이션 12화를 2016년 하반기에 웹에서 무료로 공개할 예정이라고 발표했다. 제작은 레드독 컬처하우스에서 담당하겠다고 했으나 결국 나오지 않았으며 2018년 12월 6일에 서비스 종료가 되면서 애니메이션 제작도 무산되었다.